# Ixonia (Wisconsin)
Ixonia es un pueblo ubicado en el condado de Jefferson en el estado estadounidense de Wisconsin. En el Censo de 2010 tenía una población de 4.385 habitantes y una densidad poblacional de 46,68 personas por km².

## Geografía
Ixonia se encuentra ubicado en las coordenadas 43°9′30″N 88°36′18″O / 43.15833, -88.60500. Según la Oficina del Censo de los Estados Unidos, Ixonia tiene una superficie total de 93.94 km², de la cual 92.68 km² corresponden a tierra firme y (1.35%) 1.26 km² es agua.

## Demografía
Según el censo de 2010, había 4.385 personas residiendo en Ixonia. La densidad de población era de 46,68 hab./km². De los 4.385 habitantes, Ixonia estaba compuesto por el 97.77% blancos, el 0.32% eran afroamericanos, el 0.16% eran amerindios, el 0.18% eran asiáticos, el 0.02% eran isleños del Pacífico, el 0.73% eran de otras razas y el 0.82% pertenecían a dos o más razas. Del total de la población el 2.33% eran hispanos o latinos de cualquier raza.